# Тростники (Гурьевский городской округ)
Тростники — посёлок в Калининградской области России. Входил в состав Добринского сельского поселения в Гурьевском районе.

## История
Около 1320 года в километре севернее замка Каймен была построена орденская кирха.
В 1920-е годы на приходском кладбище около кирхи был установлен памятник павшим в Первой мировой войне в виде высокого креста.
26 января 1945 года населенные пункты Ботенен и Лауткайм были взят войсками 3-го Белорусского фронта, в 1946 году были объединены в поселок Тростники.

## Население
| 2002 | 2010 |
| ---- | ---- |
| 73   | ↘51  |

В 1910 году население Ботенена составляло 229 жителей, в 1933 году — 284 жителя, в 1939 году — 280 жителей.
В 1910 году в Лауткайме проживало 37 человек.